# 30. dodela nagrade Zlatna malina
30. dodela nagrade Zlatna malina (engl. 30th Golden Raspberry Awards ili Razzies) održana je 6. marta 2010. u Holivudu u čast najgorih filmova u 2009. godini. Nominacije su objavljene 1. februara. Tradicionalno, objavljivanje nominovanih i ceremonija dogodile su se jedan dan pre dodele Oskara. Takođe dodeljene su i dodatne nagrade za najgori film, glumca i glumicu decenije kojima su obuhvaćena najgora ostvarenja u filmu između 2000. i 2009.
Sandra Bulok (Sandra Bullock) došla je da primi svoje nagrade za najgoru glumicu i najgori par u filmu All About Steve, a čak je i podelila primerke filma publici, dodavši da su glasači Zlatne maline glasali za nju samo da bi videli da li će se pojaviti na svečanosti. Bulokova je naredne večeri dobila i Oskara za najbolju glumicu u filmu Mrtav ugao (The Blind Side), što je čini prvom osobom koja je iste godine dobila i Oskara i Zlatnu malinu.
Još jedan od dobitnika koji se pojavio da primi nagradu bio je Dž. D. Safiro (J.D. Shapiro), koscenarista filma Battlefield Earth, koji je izabran za najgori film decenije.